# Prova di Weber
La prova di Weber è un esame acumetrico, cioè un esame della funzione uditiva, che si ottiene ricorrendo all'uso di un diapason. La prova di Weber viene spesso utilizzata come test di screening rapido per l'udito. È in grado di rilevare una perdita di udito di tipo trasmissivo unilaterale ed una perdita di udito unilaterale neurosensoriale (perdita di udito dell'orecchio interno).

## Storia
Il test prende il nome da Ernst Heinrich Weber (1795-1878). Il diapason fu inventato nel 1711 e Weber, anatomista e fisiologo tedesco di Lipsia, descrisse nel 1834 il modo in cui vibrava la membrana timpanica, e le modalità con le quali un suono è condotto attraverso le ossa del cranio. Solo molti anni dopo E. Schmalz, un otorino tedesco, iniziò ad utilizzare il diapason in ambito clinico, rifacendosi alle scoperte di Weber descrivendole ed introducendo nella valutazione del paziente il test.. Nella seconda metà del XIX secolo il valore del test fu messo in dubbio da alcuni famosi otorinolaringoiatri, ad esempio Hermann Schwartze, ma altri otorini dimostrarono che il test era utile. Fra costoro Adam Politzer che, con una serie di studi condotti sull'uso del diapason e pubblicati tra il 1864 ed il 1870, dimostrò l'utilità del test di Weber nel localizzare, di fronte ad una membrana timpanica normale, se la lesione aveva sede nell'orecchio medio o nel labirinto.

## Tecnica
Si esegue ponendo il diapason al vertice del capo o sulla fronte del soggetto in esame, in posizione equidistante dalle orecchie. Si mette in vibrazione il diapason e si chiede al paziente come percepisce il suono.
Il soggetto normale localizza il suono in entrambe le orecchie o al centro della testa (Weber indifferente).
Nel caso di sordità trasmissiva (ad esempio nelle malattie dell'orecchio medio), il Weber si lateralizza verso il lato malato.

## Interpretazione del test
Il soggetto con ipoacusia unilaterale (o a prevalenza unilaterale) percepisce il suono nel lato malato se affetto da ipoacusia trasmissiva (danno a carico dell'orecchio medio), nel lato sano o meno malato se affetto da ipoacusia percettiva (danno a carico dell'orecchio interno).
In entrambi i casi si parla di Weber lateralizzato.
Nel caso di sordità neurosensoriale bilaterale, il suono sarà lateralizzato verso l'orecchio migliore se vi è una differenza di soglia tra i due lati; se invece le soglie sono simmetriche sarà localizzato al centro.

Nelle sordità trasmissive, se la sordità è bilaterale ed è presente una differenza di soglia tra le due orecchie, sarà lateralizzato nell'orecchio peggiore; se la sordità è simmetrica al centro.
La trasmissione di un suono è infatti mediata dall'orecchio medio, composto dai incudine e martello, staffa, e dalla tuba di Eustachio.

La percezione neurosensoriale di un suono è invece mediata dall'orecchio interno, composto dalla coclea con la sua membrana basilare interna e dal nervo cocleare (VIII nervo cranico). L'orecchio esterno è costituito dal padiglione auricolare, dal condotto uditivo e dalla membrana timpanica e trasmette i suoni all'orecchio medio. Tuttavia l'orecchio esterno non contribuisce alla conduzione o alla capacità uditiva neurosensoriale, ad eccezione di quei casi in cui interferisce con la trasmissione, limitatamente alla presenza di abbondante raccolta di cerume nel condotto uditivo.